# Sankt Joseph Skole (Ringsted)
Sankt Joseph Skole (eller Sct. Joseph Skole) er en katolsk privatskole med adresse på Dagmarsgade centralt placeret i Ringsted. Den selvejende uddannelsesinstitutions fundament og virke bygger på det katolsk-kristne livs- og menneskesyn og har som sit særlige kendetegn til formål at skabe et værdibaseret skolemiljø, hvor Evangeliets ånd af frihed og kærlighed er levende. Skolen tilbyder undervisning for godt 230 elever fordelt på ti klassetrin – fra børnehaveklasse (0. klasse) til og med 9. klasse (pr. skoleåret 2005/06). Skolens fritidsordning (SFO, kaldet Skattekisten) tilbydes skolens yngste årgange fra børnehaveklassen til og med 3. klasse. Der er cirka 30 lærere og andet personale ansat på skolen.
Bestyrelsen for Sankt Joseph Skole har den økonomiske og administrative ledelse og består af 5 medlemmer, der udpeges af Sankt Joseph Søstrenes Ordenssamfund (formanden), forældrekredsen (to medlemmer), den katolske biskop af København (et medlem) og menighedsrådet ved Sct. Knuds Kirke, Ringsted (et medlem) – alle to år af gangen. Skolen er således nært tilknyttet Sct. Knuds Kirke på Sct. Knudsgade i Ringsted.

## Skolens historie
Skolen blev etableret med en halv snes elever den 1. september 1914 af Sankt Joseph Søstrenes Ordenssamfund, kort efter de første Sct. Joseph Søstre var ankommet til Ringsted den 24. august 1914. Skolen er således opkaldt efter Joseph, Jesu far. I de første 64 år blev skolen ledet af Sct. Joseph Søtrene, før skolen i 1978 overgik til civil ledelse med et elevantal, der de forudgående 10 år var steget fra 89 elever til 276 elever.
Skolelederne, med deres tiltrædelsesdato angivet, ved Sct. Joseph Skole:
- 1. september 1914 : Sr. Antonia Droste
- 5. november 1914 : Sr. Francoise Feuerlein
- 1. juli 1924 : Mère Marie Ambroisine
- 10. juli 1925 : Mère Marie de St. Ignace Viret
- 21. september 1930 : Mère Philomène Ferneding
- 17. juli 1939 : Mère Marie Cypriana Huchtebrok
- 9. juli 1940 : Mère Thérèse de l'Enfant Jésus Adolphson
- 22. juli 1942 : Mère Marie Alycia Homeyer
- 8. august 1947 : Mère Thérèse de l'Enfant Jésus Adolphson
- 10. august 1948 : Mère Jeanne Marie Madsen
- 22. september 1949 : Mère Marie Cyrilla Poppelbaum
- 8. september 1955 : Mère Marie Clodie Schauten
- 1. december 1955 : Mère Thérèse de l'Enfant Jésus Adolphson
- 19. december 1956 : Mère Jeanne Andrée Nielsen
- 1. august 1958 : Mère Marie Hyacinthe Pessel
- 1. august 1959 : Mère Françoise-Agnês Pierdola
- 1. august 1963 : Mère Marie Hildegunde Schmidt
- 1. august 1968 : Sr. Louise Clementine Wamhof
- 1. august 1978 : Ole Dam
- 1. august 1995 : Anne Windfeld Ambjørnsen
- 1. august 2005 : Tony Guido Lundby Hansen
- 1. august 2016 : Signe Møller Petersen